# VIP (serie televisiva)
VIP (브이아이피?, BeuiaipiLR) è un drama coreano trasmesso su SBS TV dal 28 ottobre al 24 dicembre 2019.

## Trama
La storia del team di Sung Un Department Store che lavora per i clienti VIP che costituiscono l'1% migliore dei loro clienti.
Un giorno, dopo aver ricevuto un messaggio di testo sull'infedeltà del marito da una fonte anonima, Na Jeong-seon inizia a sospettare che suo marito e i suoi colleghi abbiano una relazione. Nella sua ricerca per scoprire la verità, finisce per rivelare più di un segreto che i suoi colleghi stanno nascondendo.

## Personaggi
- Na Jeong-seon, interpretata da Jang Na-ra
- Park Seong-joon, interpretato da Lee Sang-yoon
- Lee Hyeon-ah, interpretata da Lee Chung-ah
- Song Mi-na, interpretata da Kwak Sun-young
- On Yoo-ri, interpretata da Pyo Ye-jin
- Ma Sang-woo, interpretato da Shin Jae-ha